# Coupe du monde de biathlon 1986-1987
Navigation
Édition précédente Édition suivante
La 10e édition de la Coupe du monde de biathlon, la dernière seulement disputée par les hommes, commence à Obertauern et se conclut à Lillehammer. L'Allemand de l'Est Frank-Peter Rötsch remporte le classement général devant l'Allemand de l'Ouest Fritz Fischer. Par ailleurs, chez les femmes, Eva Korpela remporte la cinquième et dernière édition de Coupe d'Europe.

## Classement général
| Rang | Nom                | Points | Victoire(s) |
| ---- | ------------------ | ------ | ----------- |
| 1    | Frank-Peter Rötsch | 188    | 3           |
| 2    | Fritz Fischer      | 183    | 2           |
| 3    | Jan Matous         | 166    | 1           |
| 4    | Valeri Medvedtsev  | 163    | 2           |
| 5    | Aleksandr Popov    | 154    | 2           |